# Campeonato Sergipano 2021
El Campeonato Sergipano de Fútbol 2021 fue la 98ª edición de la primera división de fútbol del estado de Sergipe. El torneo fue organizado por la Federação Sergipana de Futebol (FSF). El torneo comenzó el 20 de febrero y finalizó el 22 de mayo. El ganador fue el CS Sergipe, que venció en la final a Lagarto por 3 a 2 en el acumulado de goles, logrando así su título número 36.

## Sistema de juego

### Primera fase
Los 10 equipos, son divididos en dos grupos de 5 cada uno. Cada club enfrenta en partidos de ida y vuelta a todos los clubes del grupo contrario, haciendo así 10 fechas en total. Una vez terminada la primera fase, los dos primeros clasificados de cada grupo avanzan a las semifinales.
Los equipos que terminen en la última posición de cada grupo, descienden al Campeonato Sergipano de Segunda División.

### Segunda fase
- Semifinales: Los enfrentamientos se emparejan con respecto al puntaje de la primera fase, de la siguiente forma:
  - 1.º A vs. 2.º B
  - 1.º B vs. 2.º A

- Nota: Se disputan a partidos de ida y vuelta, comenzando la llave como local el equipo con menor puntaje en la primera fase.

- Final: Los dos ganadores de las semifinales disputan la final.

- Nota: Se disputa a partidos de ida y vuelta, comenzando la llave como local el equipo con menor cantidad de puntos hasta aquel momento.

- Nota: En caso de empate en puntos y diferencia de goles en cualquier llave, se declarará ganador de la llave al equipo con mayor cantidad de puntos hasta aquel momento.

### Clasificaciones
- Copa de Brasil 2022: Clasifican los dos finalistas del campeonato.
- Copa do Nordeste 2022: Clasifican tres equipos. A la fase de grupos accede únicamente el campeón. A la Pre-Copa do Nordeste acceden el subcampeón y el equipo con mejor posición en el Ranking CBF 2021, exceptuando a los dos equipos mencionados anteriormente.
- Serie D 2022: Clasifican los dos mejores equipos que no disputan ni la Serie A, Serie B (Confiança) o Serie C.

## Equipos participantes
| Equipo               | Ciudad                  | Estadio         | Capacidad | Posición 2020      | Títulos (último) |
| -------------------- | ----------------------- | --------------- | --------- | ------------------ | ---------------- |
| América de Pedrinhas | Pedrinhas               | Roberto Silva   | 1000      | 8.º                | 0                |
| Atlético Gloriense   | Nossa Senhora da Glória | Editon Oliveira | 3000      | 2.º (2.ª división) | 0                |
| Boca Júnior          | Cristinápolis           | Geraldão        | 2000      | 5.º                | 0                |
| Confiança            | Aracaju                 | Batistão        | 15 575    | Campeón            | 22 (2020)        |
| Confiança            | Aracaju                 | Sabino Ribeiro  | 4000      | Campeón            | 22 (2020)        |
| CSM                  | Maruim                  | Fernando França | 5000      | 1.º (2.ª división) | 0                |
| Dorense              | Nossa Senhora das Dores | Aristão         | 3000      | 6.º                | 0                |
| Freipaulistano       | Frei Paulo              | Titão           | 5000      | 4.º                | 1 (2019)         |
| Itabaiana            | Itabaiana               | Mendonção       | 11 224    | 3.º                | 10 (2012)        |
| Lagarto              | Lagarto                 | Barretão        | 8000      | 7.º                | 0                |
| Sergipe              | Aracaju                 | Batistão        | 15 575    | 2.º                | 35 (2018)        |
| Sergipe              | Aracaju                 | João Hora       | 6000      | 2.º                | 35 (2018)        |

| Crecimiento | Equipos provenientes del Campeonato Sergipano de Segunda División 2020. |

## Primera fase

### Grupo A
| Pos. | Equipo               | Pts. | PJ | G | E | P | GF | GC | Dif. | Clasificación          |
| ---- | -------------------- | ---- | -- | - | - | - | -- | -- | ---- | ---------------------- |
| 1    | Itabaiana            | 19   | 10 | 5 | 4 | 1 | 12 | 8  | +4   | Fase final.            |
| 2    | Sergipe              | 14   | 10 | 3 | 5 | 2 | 15 | 11 | +4   | Fase final.            |
| 3    | Atlético Gloriense   | 10   | 10 | 2 | 4 | 4 | 12 | 16 | −4   |                        |
| 4    | Freipaulistano       | 8    | 10 | 2 | 2 | 6 | 8  | 22 | −14  |                        |
| 5    | América de Pedrinhas | 1    | 10 | 0 | 1 | 9 | 5  | 33 | −28  | Descenso de categoría. |

Actualizado a los partidos jugados el 1 de mayo de 2021.
 Fuente: 
Criterios de clasificación: 1) Puntos; 2) Partidos ganados; 3) Diferencia de gol; 4) Goles anotados; 5) Enfrentamiento directo entre los equipos en cuestión; 6) Sorteo.

### Grupo B
| Pos. | Equipo      | Pts. | PJ | G | E | P | GF | GC | Dif. | Clasificación          |
| ---- | ----------- | ---- | -- | - | - | - | -- | -- | ---- | ---------------------- |
| 1    | Confiança   | 23   | 10 | 7 | 2 | 1 | 31 | 8  | +23  | Fase final.            |
| 2    | Lagarto     | 20   | 10 | 6 | 2 | 2 | 19 | 8  | +11  | Fase final.            |
| 3    | Boca Júnior | 16   | 10 | 4 | 4 | 2 | 13 | 6  | +7   |                        |
| 4    | CSM         | 12   | 10 | 3 | 3 | 4 | 19 | 20 | −1   |                        |
| 5    | Dorense     | 11   | 10 | 2 | 5 | 3 | 8  | 10 | −2   | Descenso de categoría. |

Actualizado a los partidos jugados el 1 de mayo de 2021.
 Fuente: 
Criterios de clasificación: 1) Puntos; 2) Partidos ganados; 3) Diferencia de gol; 4) Goles anotados; 5) Enfrentamiento directo entre los equipos en cuestión; 6) Sorteo.

### Fixture
- La hora de cada encuentro corresponde al huso horario correspondiente al Estado de Sergipe (UTC-3).

| Confiança   | 2 - 1 | Atlético Gloriense | Batistão        | 20 de febrero | 16:00 |
| Lagarto     | 3 - 0 | América            | Barretão        | 20 de febrero | 16:00 |
| CSM         | 1 - 1 | Sergipe            | Fernando França | 24 de febrero | 15:15 |
| Dorense     | 0 - 0 | Itabaiana          | Editon Oliveira | 24 de febrero | 16:00 |
| Boca Júnior | 3 - 0 | Freipaulistano     | Geraldão        | 28 de febrero | 15:15 |

| Sergipe            | 1 - 3 | Lagarto     | Batistão        | 27 de febrero | 16:00 |
| Atlético Gloriense | 0 - 0 | Dorense     | Editon Oliveira | 2 de marzo    | 16:00 |
| América            | 0 - 6 | Confiança   | Roberto Silva   | 3 de marzo    | 15:30 |
| Freipaulistano     | 0 - 0 | CSM         | Titão           | 3 de marzo    | 16:00 |
| Itabaiana          | 1 - 0 | Boca Júnior | Mendonção       | 3 de marzo    | 20:15 |

| Dorense     | 0 - 3 | Sergipe            | Aristão         | 6 de marzo  | 15:50 |
| Lagarto     | 4 - 1 | Freipaulistano     | Barretão        | 6 de marzo  | 16:00 |
| CSM         | 7 - 2 | América            | Fernando França | 7 de marzo  | 15:15 |
| Boca Júnior | 2 - 1 | Atlético Gloriense | Geraldão        | 7 de marzo  | 15:15 |
| Confiança   | 1 - 2 | Itabaiana          | Mendonção       | 17 de marzo | 17:00 |

| Sergipe            | 1 - 1 | Boca Júnior | Adolfo Rollemberg | 10 de marzo | 15:15 |
| Atlético Gloriense | 0 - 2 | Lagarto     | Editon Oliveira   | 13 de marzo | 16:00 |
| América            | 1 - 1 | Dorense     | Roberto Silva     | 17 de marzo | 15:30 |
| Itabaiana          | 2 - 1 | CSM         | Mendonção         | 20 de marzo | 16:00 |
| Freipaulistano     | 1 - 3 | Confiança   | Titão             | 31 de marzo | 15:30 |

| Dorense     | 2 - 0 | Freipaulistano     | Aristão           | 21 de marzo | 15:15 |
| Boca Júnior | 2 - 0 | América            | Geraldão          | 21 de marzo | 15:15 |
| CSM         | 5 - 3 | Atlético Gloriense | Adolfo Rollemberg | 23 de marzo | 15:15 |
| Lagarto     | 0 - 2 | Itabaiana          | Barretão          | 24 de marzo | 16:00 |
| Confiança   | 2 - 1 | Sergipe            | Batistão          | 14 de abril | 17:50 |

| Freipaulistano     | 1 - 1 | Boca Júnior | Titão           | 27 de marzo | 15:15 |
| Sergipe            | 3 - 0 | CSM         | Mendonção       | 27 de marzo | 16:00 |
| América            | 0 - 3 | Lagarto     | Roberto Silva   | 28 de marzo | 15:30 |
| Itabaiana          | 0 - 0 | Dorense     | Mendonção       | 28 de marzo | 16:00 |
| Atlético Gloriense | 1 - 1 | Confiança   | Editon Oliveira | 17 de abril | 16:00 |

| Dorense     | 2 - 3 | Atlético Gloriense | Aristão           | 3 de abril  | 15:15 |
| Lagarto     | 2 - 2 | Sergipe            | Batistão          | 3 de abril  | 16:00 |
| Boca Júnior | 1 - 1 | Itabaiana          | Geraldão          | 4 de abril  | 15:15 |
| CSM         | 0 - 3 | Freipaulistano     | Adolfo Rollemberg | 4 de abril  | 15:15 |
| Confiança   | 3 - 0 | América            | Batistão          | 21 de abril | 16:00 |

| Freipaulistano     | 0 - 1 | Lagarto     | Mendonção       | 10 de abril | 16:00 |
| Atlético Gloriense | 0 - 0 | Boca Júnior | Editon Oliveira | 14 de abril | 16:00 |
| Sergipe            | 1 - 1 | Dorense     | Batistão        | 18 de abril | 16:00 |
| Itabaiana          | 1 - 4 | Confiança   | Mendonção       | 24 de abril | 16:00 |
| América            | 2 - 3 | CSM         | Roberto Silva   | 27 de abril | 15:30 |

| CSM         | 0 - 2 | Itabaiana          | Adolfo Rollemberg | 11 de abril | 15:15 |
| Dorense     | 2 - 0 | América            | Aristão           | 24 de abril | 15:15 |
| Boca Júnior | 0 - 1 | Sergipe            | Geraldão          | 27 de abril | 15:15 |
| Confiança   | 8 - 0 | Freipaulistano     | Batistão          | 28 de abril | 16:00 |
| Lagarto     | 0 - 1 | Atlético Gloriense | Barretão          | 28 de abril | 16:00 |

| Freipaulistano     | 2 - 0 | Dorense     | Titão           | 1 de mayo | 15:15 |
| América            | 0 - 3 | Boca Júnior | Roberto Silva   | 1 de mayo | 15:15 |
| Atlético Gloriense | 2 - 2 | CSM         | Editon Oliveira | 1 de mayo | 15:15 |
| Sergipe            | 1 - 1 | Confiança   | Batistão        | 1 de mayo | 16:00 |
| Itabaiana          | 1 - 1 | Lagarto     | Mendonção       | 1 de mayo | 16:00 |

## Fase final

#### Cuadro de desarrollo
|  | Semifinales    | Semifinales    | Semifinales    | Semifinales    | Semifinales    |   |         | Final           | Final           | Final           | Final           | Final           |  |
|  | 5 al 9 de mayo | 5 al 9 de mayo | 5 al 9 de mayo | 5 al 9 de mayo | 5 al 9 de mayo |   |         | 15 y 22 de mayo | 15 y 22 de mayo | 15 y 22 de mayo | 15 y 22 de mayo | 15 y 22 de mayo |  |
|  |                |                |                |                |                |   |         |                 |                 |                 |                 |                 |  |
|  |                |                |                |                |                |   |         |                 |                 |                 |                 |                 |  |
|  | 1A             | Itabaiana      | 0              | 0              | 0              |   |         |                 |                 |                 |                 |                 |  |
|  | 1A             | Itabaiana      | 0              | 0              | 0              |   |         |                 |                 |                 |                 |                 |  |
|  | 2B             | Lagarto        | 2              | 2              | 4              |   |         |                 |                 |                 |                 |                 |  |
|  | 2B             | Lagarto        | 2              | 2              | 4              |   | Lagarto | Lagarto         | 1               | 1               | 2               |                 |  |
|  |                |                |                |                |                |   | Lagarto | Lagarto         | 1               | 1               | 2               |                 |  |
|  |                |                | Sergipe        | Sergipe        | 3              | 0 | 3       |                 |                 |                 |                 |                 |  |
|  | 1B             | Confiança      | Sergipe        | Sergipe        | 3              | 0 | 3       | 0               | 0               | 0               |                 |                 |  |
|  | 1B             | Confiança      |                |                |                |   |         | 0               | 0               | 0               |                 |                 |  |
|  | 2A             | Sergipe        | 0              | 1              | 1              |   |         |                 |                 |                 |                 |                 |  |
|  | 2A             | Sergipe        | 0              | 1              | 1              |   |         |                 |                 |                 |                 |                 |  |
|  |                |                |                |                |                |   |         |                 |                 |                 |                 |                 |  |

Nota: El equipo que ocupa la primera línea es el que define la serie como local.
| Bandera del estado de Sergipe |
| Campeón                       |
| Sergipe 36to título           |

## Clasificación final
| Pos. | Equipo               | Pts. | PJ | G | E | P | GF | GC | Dif. | Clasificación                                                  |
| ---- | -------------------- | ---- | -- | - | - | - | -- | -- | ---- | -------------------------------------------------------------- |
| 1.°  | Sergipe (C)          | 21   | 14 | 5 | 6 | 3 | 19 | 13 | +6   | Copa de Brasil 2022, Copa do Nordeste 2022 y Serie D 2022.     |
| 2.°  | Lagarto              | 29   | 14 | 9 | 2 | 3 | 25 | 11 | +14  | Copa de Brasil 2022, Pre-Copa do Nordeste 2022 y Serie D 2022. |
| 3.°  | Confiança            | 24   | 12 | 7 | 3 | 2 | 31 | 9  | +22  | Pre-Copa do Nordeste 2022.                                     |
| 4.°  | Itabaiana            | 19   | 12 | 5 | 4 | 3 | 12 | 12 | 0    | Pre-Copa do Nordeste 2022.                                     |
| 5.°  | Boca Júnior          | 16   | 10 | 4 | 4 | 2 | 13 | 6  | +7   |                                                                |
| 6.°  | CSM                  | 12   | 10 | 3 | 3 | 4 | 19 | 20 | −1   |                                                                |
| 7.°  | Atlético Gloriense   | 10   | 10 | 2 | 4 | 4 | 12 | 16 | −4   |                                                                |
| 8.°  | Freipaulistano       | 8    | 10 | 2 | 2 | 6 | 8  | 22 | −14  |                                                                |
| 9.°  | Dorense              | 11   | 10 | 2 | 5 | 3 | 8  | 10 | −2   | Segunda División 2022.                                         |
| 10.° | América de Pedrinhas | 1    | 10 | 0 | 1 | 9 | 5  | 33 | −28  | Segunda División 2022.                                         |

Reglas de clasificación: 1) Puntos; 2) Partidos ganados; 3) Diferencia de gol; 4) Goles anotados; 5) Enfrentamiento directo entre los equipos en cuestión; 6) Sorteo.